# Your Love Alone is Not Enough
«Your love alone is not enough» fue el primer sencillo oficial de Send Away The Tigers, disco del grupo galés de rock Manic Street Preachers. Tuvo la participación especial de la vocalista del grupo sueco The Cardigans, Nina Persson. El sencillo llegó al puesto 26 en su semana debut, llegando a subir abruptamente al puesto número 2, pero no pudo llegar a conseguir el puesto 1º en las listas de música por unas "pocas miles" de ventas.

## Videoclip
La encargada de dirigir el videoclip era la empresa musical Columbia. Muestra a los miembros de Manic Street Preachers sobre una plataforma tocando; mientras que en la otra plataforma; en el otro lado del estudio se encuentra Nina Persson, vocalista del grupo sueco The Cardigans.
En los primeros momentos, cabe destacar la singularidad de cada instrumento; la guitarra (James Dean Bradfield), los dos bajos (Fliker) y las dos baterías (Sean Moore); además del sonido de un sintetizador en algunos momentos.
El contraste de colores, destelleos y focos hacen del decorado un atractivo más del videoclip. A mitad de la canción, los músicos que acompañan a Nina Persson (la batería y la bajista), junto a otras dos personas más mueven su plataforma de tal modo que la unen con la de Manic Street Preachers.